# Morti nel 1415
| Questa pagina contiene informazioni ricavate automaticamente dalle voci biografiche con l'ausilio del template Bio e di un bot. L'aggiornamento è periodico e automatico e ricostruisce completamente la pagina. Se manca una persona in questa lista, sei pregato di non aggiungerla, ma accertati piuttosto che la sua voce biografica contenga il template Bio e che i dati anagrafici siano correttamente compilati. Se il template Bio manca, inseriscilo tu stesso o, in alternativa, metti l'avviso {{tmp\|Bio}} che ne segnala la mancanza. Se i dati riportati sono sbagliati, correggi direttamente la voce biografica; le modifiche saranno visibili in questa lista entro pochi giorni. Per chiarimenti vedi il progetto biografie. La lista contiene solo le 42 persone che sono citate nell'enciclopedia e per le quali è stato implementato correttamente il template Bio. Pagina aggiornata al 10 ago 2025. |

- 23 gennaio - João Afonso Esteves, cardinale e arcivescovo cattolico portoghese
- 27 febbraio - Eleonora di Trastámara, regina (n. 1362)
- 12 aprile - Valerano III di Lussemburgo-Ligny, conte francese
- 15 aprile - Manuele Crisolora, umanista bizantino (n. 1360)
- 6 luglio - Jan Hus, teologo boemo
- 8 luglio - Jean Flandrin, vescovo e cardinale francese
- 19 luglio - Filippa di Lancaster, nobile inglese (n. 1360)
- 5 agosto - Riccardo Plantageneto, III conte di Cambridge, conte (n. 1375)
- 5 agosto - Henry Scrope di Masham, nobile britannico
- 24 agosto - Pavle Radinović, nobile bosniaco
- 13 ottobre - Thomas FitzAlan, XII conte di Arundel, militare e politico inglese (n. 1381)
- 16 ottobre - Landolfo Maramaldo, cardinale italiano
- 24 ottobre - Filippo di Nevers, conte (n. 1389)
- 25 ottobre - Antonio di Borgogna, nobile (n. 1384)
- 25 ottobre - Dafydd Gam, nobile gallese
- 25 ottobre - Edoardo III di Bar, nobile francese
- 25 ottobre - Jean I de Croÿ, nobile e militare belga
- 25 ottobre - Guillaume Martel, nobile e militare francese (n. 1365)
- 25 ottobre - Edoardo Plantageneto, II duca di York, duca (n. 1373)
- 25 ottobre - Giovanni I d'Alençon, nobile francese (n. 1385)
- 25 ottobre - Carlo I d'Albret, generale francese
- 9 novembre - Pierre Girard, cardinale e vescovo cattolico francese
- 18 dicembre - Luigi di Valois, nobile francese (n. 1397)
- Andrea da Firenze, compositore e organista italiano
- Deshin Shekpa, monaco buddhista tibetano (n. 1384)
- Profiat Duran, medico e filosofo spagnolo (n. 1350)
- Azzo X d'Este, condottiero e nobile italiano (n. 1344)
- Pietro Farnese, condottiero italiano
- Alice FitzAlan, nobile inglese (n. 1378)
- Niccolò di Pietro Gerini, pittore italiano
- Leonardo II Tocco, conte
- Maestro Bertram, pittore e scultore tedesco
- Jean Malouel, pittore e miniatore olandese
- Antonio I Moncada, nobile, politico e militare italiano
- Obizzo da Montegarullo, condottiero italiano (n. 1347)
- Pandolfello Piscopo, nobile italiano
- Clemente Promontorio, doge (n. 1340)
- Dietrich Tork
- Ugolino III Trinci, nobile italiano
- Antonio Ventimiglia, nobile, politico e militare italiano
- Hanuš di Lipá, nobile boemo
- Johannes von Tepl, scrittore ceco (n. 1350)